# Quincy Acy
Quincy Jyrome Acy (Tyler, 6 ottobre 1990) è un ex cestista e allenatore di pallacanestro statunitense.

## Carriera

### NBA (2012-2019)

#### Toronto Raptors (2012-2013)
Diventa eleggibile per il Draft NBA 2012, dove viene scelto dai Toronto Raptors alla settima chiamata del secondo giro (risultando essere la 37ª scelta assoluta del Draft).
Fa il suo debutto in NBA nella partita esterna persa dalla franchigia canadese contro i Dallas Mavericks 109-104.
Durante l'anno viene assegnato più volte ai Bakersfield Jam (con cui disputò 13 partite), e giocando soltanto 29 partite con i Raptors.
L'anno successivo giocò soltanto 7 partite con i canadesi che lo cedettero via trade in dicembre.

#### Sacramento Kings (2013-2014)
Il 9 dicembre 2013 venne ceduto ai Sacramento Kings insieme ai compagni di squadra Rudy Gay e Aaron Gray in una trade che portò ai Raptors i giocatori Patrick Patterson, Greivis Vásquez, John Salmons e Chuck Hayes. Esordì con i Kings il 15 dicembre, segnando 4 punti e catturando 3 rimbalzi in 12 minuti dalla panchina in una vittoria casalinga per 106-91 contro gli Houston Rockets. Il 19 febbraio 2014 in una sconfitta casalinga per 101-92 contro i Golden State Warriors ha catturato 12 rimbalzi, suo massimo in carriera in una partita NBA; ha migliorato questo record catturandone 13 il 28 marzo in una sconfitta per 94-81 sul campo degli Oklahoma City Thunder. Chiude la sua prima stagione ai Kings con 56 partite giocate (tutte uscendo dalla panchina) con medie di 2,7 punti e 3,6 rimbalzi a partita in 14,0 minuti di media.

#### New York Knicks (2014-2015)
Il 7 agosto 2014 viene ceduto insieme a Travis Outlaw ai New York Knicks in cambio di Wayne Ellington, Jeremy Tyler ed una seconda scelta nel Draft NBA 2016. Acy ai Knicks ritrovò José Calderón e Andrea Bargnani, suoi compagni ai Toronto Raptors durante la stagione 2012-2013 (ovvero la rookie season di Acy).

#### Ritorno a Sacramento (2015-2016)
Il 22 luglio 2015, dopo un anno nella Grande Mela, Acy tornò a giocare nei Sacramento Kings, con i quali nell'arco della stagione 2015-2016 disputò in totale 59 partite (29 delle quali partendo in quintetto) con medie di 5,2 punti, 3,2 rimbalzi, 0,5 assist, 0,5 palle recuperate e 0,4 stoppate in 18,4 minuti di media a partita, tirando col 38,8% da tre e col 60,6% da due.

#### Dallas Mavericks (2016)
Tuttavia a fine anno rimase free agent e venne firmato dai Dallas Mavericks, che il 18 novembre 2016 lo tagliano dopo che in 6 partite aveva avuto medie di 2,2 punti ed 1,3 rimbalzi in 8 minuti di media a partita per fare spazio a Jonathan Gibson, playmaker che giocò con i Mavs in pre-season ma che venne tagliato per la presenza in rosa nel suo ruolo di 3 giocatori, ovvero Deron Williams, JJ Barea e Devin Harris, ma che è stato ripreso a causa degli infortuni di tutti questi 3.

#### Parentesi in D-League: Texas Legends (2016-2017)
Il 28 novembre viene firmato dai Los Angeles D-Fenders della NBDL, che il giorno stesso lo cedono ai Texas Legends, franchigia NBDL affiliata ai Mavericks.

#### Brooklyn Nets (2017-2018)
Il 10 gennaio 2017 venne firmato dai Brooklyn Nets, tornando così a giocare per una franchigia NBA dopo quasi due mesi. Acy firmò un contratto della durata di 10 giorni con i Nets. Esordì con i Nets 2 giorni dopo nella gara interna persa contro gli Atlanta Hawks per 117-97, disputando 1 minuto in cui segnò 4 punti e raccolse 1 rimbalzo. Alla fine del contratto, il 20 gennaio 2017 firmò un secondo contratto di 10 giorni con i Nets. Viste le ottime prestazioni il 30 gennaio 2017 i Nets rinnovarono il contratto di Acy fino al 1º luglio 2018, anche se il secondo anno (ovvero il 2017-2018) non è garantito.
Rimase in rosa per tutta la stagione successiva giocando 70 partite (record in carriera) tenendo di media 5,9 punti a partita.

## Statistiche

### College
| Anno      | Squadra      | PG  | PT | MP   | TC%  | 3P%  | TL%  | RP  | AP  | PRP | SP  | PP   |
| --------- | ------------ | --- | -- | ---- | ---- | ---- | ---- | --- | --- | --- | --- | ---- |
| 2008-2009 | Baylor Bears | 34  | 10 | 16,4 | 65,5 | -    | 56,9 | 3,6 | 0,3 | 0,6 | 1,0 | 5,4  |
| 2009-2010 | Baylor Bears | 36  | 0  | 23,3 | 69,7 | -    | 71,6 | 5,1 | 0,3 | 0,5 | 0,8 | 9,3  |
| 2010-2011 | Baylor Bears | 31  | 18 | 31,0 | 53,5 | 0,0  | 68,5 | 7,6 | 0,9 | 0,9 | 1,5 | 12,4 |
| 2011-2012 | Baylor Bears | 38  | 38 | 29,7 | 57,7 | 60,0 | 78,2 | 7,4 | 1,0 | 0,9 | 1,8 | 12,0 |
| Carriera  | Carriera     | 139 | 66 | 25,1 | 60,2 | 42,9 | 70,8 | 6,0 | 0,6 | 0,7 | 1,3 | 9,8  |

### NBA

#### Regular Season
| Anno      | Squadra          | PG  | PT | MP   | TC%  | 3P%  | TL%  | RP  | AP  | PRP | SP  | PP  |
| --------- | ---------------- | --- | -- | ---- | ---- | ---- | ---- | --- | --- | --- | --- | --- |
| 2012-2013 | Toronto Raptors  | 29  | 0  | 11,8 | 56,0 | 50,0 | 81,6 | 2,7 | 0,4 | 0,4 | 0,5 | 4,0 |
| 2013-2014 | Toronto Raptors  | 7   | 0  | 8,7  | 42,9 | 40,0 | 62,5 | 2,1 | 0,6 | 0,6 | 0,4 | 2,7 |
| 2013-2014 | Sacramento Kings | 56  | 0  | 14,0 | 47,2 | 20,0 | 66,7 | 3,6 | 0,4 | 0,3 | 0,4 | 2,7 |
| 2014-2015 | N.Y. Knicks      | 68  | 22 | 18,9 | 45,9 | 30,0 | 78,4 | 4,4 | 1,0 | 0,4 | 0,3 | 5,9 |
| 2015-2016 | Sacramento Kings | 59  | 29 | 14,8 | 55,6 | 38,8 | 73,5 | 3,2 | 0,5 | 0,5 | 0,4 | 5,2 |
| 2016-2017 | Dallas Mavericks | 6   | 0  | 8,0  | 29,4 | 12,5 | 66,7 | 1,3 | 0,0 | 0,0 | 0,0 | 2,2 |
| 2016-2017 | Brooklyn Nets    | 32  | 1  | 15,9 | 42,5 | 43,4 | 75,4 | 3,3 | 0,6 | 0,4 | 0,5 | 6,5 |
| 2017-2018 | Brooklyn Nets    | 70  | 8  | 19,4 | 35,6 | 34,9 | 81,7 | 3,7 | 0,8 | 0,5 | 0,4 | 5,9 |
| 2018-2019 | Phoenix Suns     | 10  | 0  | 12,3 | 22,2 | 13,3 | 70,0 | 2,5 | 0,8 | 0,1 | 0,4 | 1,7 |
| Carriera  | Carriera         | 337 | 60 | 16,0 | 44,4 | 35,0 | 75,9 | 3,5 | 0,6 | 0,4 | 0,4 | 4,9 |

### Eurolega
| Anno      | Squadra          | PG | PT | MP   | TC%  | 3P%  | TL%  | RP  | AP  | PRP | SP  | PP  |
| --------- | ---------------- | -- | -- | ---- | ---- | ---- | ---- | --- | --- | --- | --- | --- |
| 2019-2020 | Maccabi Tel Aviv | 27 | 19 | 19,5 | 40,0 | 26,1 | 80,0 | 3,5 | 0,7 | 0,6 | 0,8 | 4,8 |
| 2021-2022 | Olympiakos       | 4  | 0  | 2,5  | 33,3 | 50,0 | -    | 0,5 | 0,0 | 0,0 | 0,0 | 0,8 |
| Carriera  | Carriera         | 31 | 19 | 17,3 | 39,8 | 26,8 | 80,0 | 3,1 | 0,6 | 0,5 | 0,7 | 4,3 |

## Palmarès
- Campionato israeliano: 1

Maccabi Tel Aviv: 2019-2020
- Campionato greco: 1

Olympiakos: 2021-2022
- Coppa di Grecia: 1

Olympiakos: 2021-2022